# Zeil (Francfort)
Pour les articles homonymes, voir Zeil.

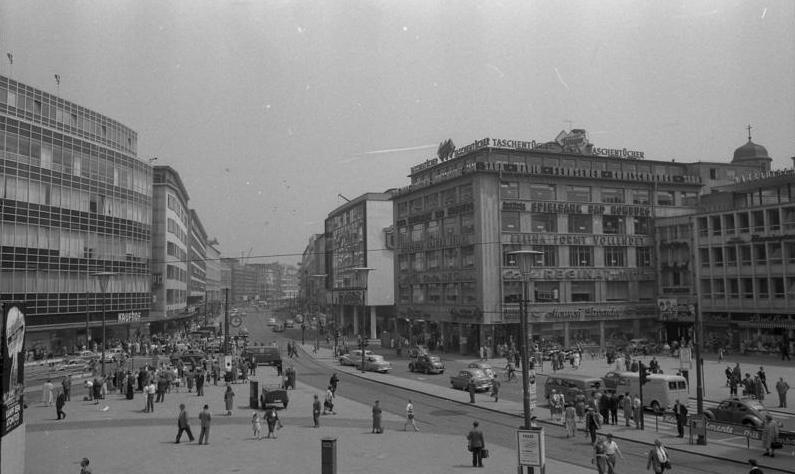
La Zeil en 1958.

La Zeil est une rue commerçante de Francfort (Allemagne). 

## Situation et accès
C'est la rue commerçante au plus fort chiffre d'affaires en Allemagne. Sous la Zeil circule le métro et le S-Bahn. Environ 17 000 clients par heure y flânent.

## Origine du nom
Le mot Zeil vient du vieil allemand zeile, qui signifie rangée ou ligne. Le nom de la voie fait référence à son origine où une rangée de maisons bourgeoises étaient alignées le long du rempart de la ville.

## Historique
L'actuelle Zeil est parallèle à l'ancienne muraille des Hohenstaufen (de), érigée à la fin du XIIe siècle. Pendant les cent années qui ont suivi, elle a marqué la limite extérieure de la ville, avec un fossé sec devant.